# Martino di Bartolomeo
Martino di Bartolomeo o Martino di Bartolomeo di Biagio (1370/1375 circa – 1434 circa) è stato un pittore italiano.

## Biografia
Fu uno dei principali pittori di scuola senese della sua generazione e fu attivo come pittore e doratore di manoscritti tra il 1389 e il 1434.
Dal suo stile si ritiene che abbia appreso l'arte pittorica nello studio di Taddeo di Bartolo (1362-1422).
Da giovane Martino collaborò con Giovanni di Pietro da Napoli (attivo negli anni 1402-1405) a Pisa. L'affresco nell'oratorio di San Giovanni Battista di Cascina, a circa 10 chilometri da Pisa, è opera di Martino, e risale al 1398. Egli ritornò definitivamente a Siena nel 1405 dove realizzò diversi affreschi nel Duomo, nella chiesa di San Cristoforo e nel Palazzo Pubblico.